# Campeón de Campeones 2022-23
El Campeón de Campeones 2022-23 fue la edición L del Campeón de Campeones de la Liga MX. Esta edición fue disputada por los campeones correspondientes a los torneos Apertura 2022: Pachuca y Clausura 2023: Tigres, siendo Tigres el ganador por un marcador de 2-1.
Fue la segunda final entre estos equipos en esta competición, después de la temporada 2015-16 y la quinta en general contando las finales del Invierno 2001, Apertura 2003 y la Liga de Campeones de la Concacaf 2016-17. El campeón de esta edición fue el club regiomontano tras derrotar 2-1 a Pachuca en el tiempo regular, consiguiendo su cuarto título en la historia de esta competencia.
El partido tuvo lugar en Dignity Health Sports Park en Carson, California, repitiendo como anfitrión del torneo, que al igual que sus antecesoras, se disputó en una sede neutral de Estados Unidos.

## Sistema de competición
Disputaron la copa Campeón de Campeones 2022-23 los campeones de los torneos Apertura 2022 y Clausura 2023.
El club vencedor del Campeón de Campeones es aquel que en el partido anote el mayor número de goles. Si al término del tiempo reglamentario el partido está empatado, se procede a lanzar tiros penales hasta que resulte un vencedor.

## Información de los equipos
| Equipo            | Entrenador           | Estadio       | Ciudad                               |
| ----------------- | -------------------- | ------------- | ------------------------------------ |
| Pachuca           | Guillermo Almada     | Hidalgo       | Pachuca, Hidalgo                     |
| Tigres de la UANL | Robert Dante Siboldi | Universitario | San Nicolás de los Garza, Nuevo León |

## Ficha del partido
| 25 de junio de 2023, 14:30 (UTC-7)                    | Pachuca  | 1:2 (0:1) | Tigres UANL                | Dignity Health Sports Park, Carson                                 |                                                                    |
|                                                       | Luna 79' | Reporte   | Gorriarán 32' · Ibáñez 76' | Asistencia: 12 100 espectadores Árbitro(s): Víctor Alfonso Cáceres | Asistencia: 12 100 espectadores Árbitro(s): Víctor Alfonso Cáceres |
| Tigres UANL campeón del Campeón de Campeones 2022-23. |          |           |                            |                                                                    |                                                                    |

| 23    | POR   | Oscar Ustari         |     |
| 2     | DEF   | Sergio Barreto       |     |
| 22    | DEF   | Gustavo Cabral       |     |
| 33    | DEF   | Pedro Pedraza        | 66' |
| 6     | DEF   | Byron Castillo       |     |
| 28    | MED   | Daniel Hernández     | 66' |
| 199   | MED   | Miguel Rodríguez     |     |
| 11    | MED   | Paulino de la Fuente | 66' |
| 15    | MED   | Israel Luna          |     |
| 7     | DEL   | Lucas Di Yorio       | 49' |
| 9     | DEL   | Roberto de la Rosa   | 74' |
| D. T. | D. T. | Guillermo Almada     |     |

| 1     | POR   | Nahuel Guzmán        |     |
| 20    | DEF   | Javier Aquino        |     |
| 19    | DEF   | Guido Pizarro        |     |
| 13    | DEF   | Diego Reyes          |     |
| 27    | DEF   | Jesús Angulo         | 87' |
| 5     | MED   | Rafael Carioca       |     |
| 6     | MED   | Juan Pablo Vigón     | 74' |
| 8     | MED   | Fernando Gorriarán   | 83' |
| 23    | MED   | Luis Quiñones        | 87' |
| 22    | MED   | Raymundo Fulgencio   |     |
| 10    | DEL   | André-Pierre Gignac  | 74' |
| D. T. | D. T. | Robert Dante Siboldi |     |

| 29 | MED | Ilian Hernández    | 49' |
| 18 | MED | Marino Hinestroza  | 66' |
| 21 | MED | Francisco Figueroa | 66' |
| 26 | MED | Jahaziel Marchand  | 66' |
| 27 | MED | Fernando Ovelar    | 74' |

| 21 | MED | Eugenio Pizzuto | 74' |
| 9  | DEL | Nicolás Ibáñez  | 74' |
| 11 | DEL | Nicolás López   | 83' |
| 3  | DEF | Samir Caetano   | 87' |
| 14 | MED | Jesús Garza     | 87' |

| 79' | Israel Luna | 1:2 |

| 32' · 76' | Fernando Gorriarán Nicolás Ibáñez | 0:1 0:2 |

| 43' | Pedro Pedraza |

| 42' · 90' · 90+1' · 90' | Jesús Angulo Rafael Carioca Raymundo Fulgencio Jesús Garza |

| Principal  | Víctor Alfonso Cáceres  |
| Asistentes | José Ibrahim Martínez   |
|            | Nichel Ricardo Espinoza |
| Cuarto     | Daniel Quintero         |

|  |                    |     |     |
|  | Tiros              | 11  | 11  |
|  | Tiros a puerta     | 6   | 5   |
|  | Faltas             | 17  | 17  |
|  | Saques de esquina  | 6   | 5   |
|  | Fueras de juego    | 1   | 2   |
|  | Posesión del balón | 45% | 55% |

| 23    | POR   | Oscar Ustari         |     |
| 2     | DEF   | Sergio Barreto       |     |
| 22    | DEF   | Gustavo Cabral       |     |
| 33    | DEF   | Pedro Pedraza        | 66' |
| 6     | DEF   | Byron Castillo       |     |
| 28    | MED   | Daniel Hernández     | 66' |
| 199   | MED   | Miguel Rodríguez     |     |
| 11    | MED   | Paulino de la Fuente | 66' |
| 15    | MED   | Israel Luna          |     |
| 7     | DEL   | Lucas Di Yorio       | 49' |
| 9     | DEL   | Roberto de la Rosa   | 74' |
| D. T. | D. T. | Guillermo Almada     |     |

| 1     | POR   | Nahuel Guzmán        |     |
| 20    | DEF   | Javier Aquino        |     |
| 19    | DEF   | Guido Pizarro        |     |
| 13    | DEF   | Diego Reyes          |     |
| 27    | DEF   | Jesús Angulo         | 87' |
| 5     | MED   | Rafael Carioca       |     |
| 6     | MED   | Juan Pablo Vigón     | 74' |
| 8     | MED   | Fernando Gorriarán   | 83' |
| 23    | MED   | Luis Quiñones        | 87' |
| 22    | MED   | Raymundo Fulgencio   |     |
| 10    | DEL   | André-Pierre Gignac  | 74' |
| D. T. | D. T. | Robert Dante Siboldi |     |

| 29 | MED | Ilian Hernández    | 49' |
| 18 | MED | Marino Hinestroza  | 66' |
| 21 | MED | Francisco Figueroa | 66' |
| 26 | MED | Jahaziel Marchand  | 66' |
| 27 | MED | Fernando Ovelar    | 74' |

| 21 | MED | Eugenio Pizzuto | 74' |
| 9  | DEL | Nicolás Ibáñez  | 74' |
| 11 | DEL | Nicolás López   | 83' |
| 3  | DEF | Samir Caetano   | 87' |
| 14 | MED | Jesús Garza     | 87' |

| 79' | Israel Luna | 1:2 |

| 32' · 76' | Fernando Gorriarán Nicolás Ibáñez | 0:1 0:2 |

| 43' | Pedro Pedraza |

| 42' · 90' · 90+1' · 90' | Jesús Angulo Rafael Carioca Raymundo Fulgencio Jesús Garza |

| Principal  | Víctor Alfonso Cáceres  |
| Asistentes | José Ibrahim Martínez   |
|            | Nichel Ricardo Espinoza |
| Cuarto     | Daniel Quintero         |

|  |                    |     |     |
|  | Tiros              | 11  | 11  |
|  | Tiros a puerta     | 6   | 5   |
|  | Faltas             | 17  | 17  |
|  | Saques de esquina  | 6   | 5   |
|  | Fueras de juego    | 1   | 2   |
|  | Posesión del balón | 45% | 55% |

| 23    | POR   | Oscar Ustari         |     |
| 2     | DEF   | Sergio Barreto       |     |
| 22    | DEF   | Gustavo Cabral       |     |
| 33    | DEF   | Pedro Pedraza        | 66' |
| 6     | DEF   | Byron Castillo       |     |
| 28    | MED   | Daniel Hernández     | 66' |
| 199   | MED   | Miguel Rodríguez     |     |
| 11    | MED   | Paulino de la Fuente | 66' |
| 15    | MED   | Israel Luna          |     |
| 7     | DEL   | Lucas Di Yorio       | 49' |
| 9     | DEL   | Roberto de la Rosa   | 74' |
| D. T. | D. T. | Guillermo Almada     |     |

| 1     | POR   | Nahuel Guzmán        |     |
| 20    | DEF   | Javier Aquino        |     |
| 19    | DEF   | Guido Pizarro        |     |
| 13    | DEF   | Diego Reyes          |     |
| 27    | DEF   | Jesús Angulo         | 87' |
| 5     | MED   | Rafael Carioca       |     |
| 6     | MED   | Juan Pablo Vigón     | 74' |
| 8     | MED   | Fernando Gorriarán   | 83' |
| 23    | MED   | Luis Quiñones        | 87' |
| 22    | MED   | Raymundo Fulgencio   |     |
| 10    | DEL   | André-Pierre Gignac  | 74' |
| D. T. | D. T. | Robert Dante Siboldi |     |

| 29 | MED | Ilian Hernández    | 49' |
| 18 | MED | Marino Hinestroza  | 66' |
| 21 | MED | Francisco Figueroa | 66' |
| 26 | MED | Jahaziel Marchand  | 66' |
| 27 | MED | Fernando Ovelar    | 74' |

| 21 | MED | Eugenio Pizzuto | 74' |
| 9  | DEL | Nicolás Ibáñez  | 74' |
| 11 | DEL | Nicolás López   | 83' |
| 3  | DEF | Samir Caetano   | 87' |
| 14 | MED | Jesús Garza     | 87' |

| 79' | Israel Luna | 1:2 |

| 32' · 76' | Fernando Gorriarán Nicolás Ibáñez | 0:1 0:2 |

| 43' | Pedro Pedraza |

| 42' · 90' · 90+1' · 90' | Jesús Angulo Rafael Carioca Raymundo Fulgencio Jesús Garza |

| Principal  | Víctor Alfonso Cáceres  |
| Asistentes | José Ibrahim Martínez   |
|            | Nichel Ricardo Espinoza |
| Cuarto     | Daniel Quintero         |

|  |                    |     |     |
|  | Tiros              | 11  | 11  |
|  | Tiros a puerta     | 6   | 5   |
|  | Faltas             | 17  | 17  |
|  | Saques de esquina  | 6   | 5   |
|  | Fueras de juego    | 1   | 2   |
|  | Posesión del balón | 45% | 55% |

| 23    | POR   | Oscar Ustari         |     |
| 2     | DEF   | Sergio Barreto       |     |
| 22    | DEF   | Gustavo Cabral       |     |
| 33    | DEF   | Pedro Pedraza        | 66' |
| 6     | DEF   | Byron Castillo       |     |
| 28    | MED   | Daniel Hernández     | 66' |
| 199   | MED   | Miguel Rodríguez     |     |
| 11    | MED   | Paulino de la Fuente | 66' |
| 15    | MED   | Israel Luna          |     |
| 7     | DEL   | Lucas Di Yorio       | 49' |
| 9     | DEL   | Roberto de la Rosa   | 74' |
| D. T. | D. T. | Guillermo Almada     |     |

| 1     | POR   | Nahuel Guzmán        |     |
| 20    | DEF   | Javier Aquino        |     |
| 19    | DEF   | Guido Pizarro        |     |
| 13    | DEF   | Diego Reyes          |     |
| 27    | DEF   | Jesús Angulo         | 87' |
| 5     | MED   | Rafael Carioca       |     |
| 6     | MED   | Juan Pablo Vigón     | 74' |
| 8     | MED   | Fernando Gorriarán   | 83' |
| 23    | MED   | Luis Quiñones        | 87' |
| 22    | MED   | Raymundo Fulgencio   |     |
| 10    | DEL   | André-Pierre Gignac  | 74' |
| D. T. | D. T. | Robert Dante Siboldi |     |

| 29 | MED | Ilian Hernández    | 49' |
| 18 | MED | Marino Hinestroza  | 66' |
| 21 | MED | Francisco Figueroa | 66' |
| 26 | MED | Jahaziel Marchand  | 66' |
| 27 | MED | Fernando Ovelar    | 74' |

| 21 | MED | Eugenio Pizzuto | 74' |
| 9  | DEL | Nicolás Ibáñez  | 74' |
| 11 | DEL | Nicolás López   | 83' |
| 3  | DEF | Samir Caetano   | 87' |
| 14 | MED | Jesús Garza     | 87' |

| 79' | Israel Luna | 1:2 |

| 32' · 76' | Fernando Gorriarán Nicolás Ibáñez | 0:1 0:2 |

| 43' | Pedro Pedraza |

| 42' · 90' · 90+1' · 90' | Jesús Angulo Rafael Carioca Raymundo Fulgencio Jesús Garza |

| Principal  | Víctor Alfonso Cáceres  |
| Asistentes | José Ibrahim Martínez   |
|            | Nichel Ricardo Espinoza |
| Cuarto     | Daniel Quintero         |

|  |                    |     |     |
|  | Tiros              | 11  | 11  |
|  | Tiros a puerta     | 6   | 5   |
|  | Faltas             | 17  | 17  |
|  | Saques de esquina  | 6   | 5   |
|  | Fueras de juego    | 1   | 2   |
|  | Posesión del balón | 45% | 55% |

| Campeón de Campeones 2022-23 |
| ---------------------------- |
|                              |
| Tigres UANL                  |
| 4° Título                    |